# كاثلين أوبراين (مخرجة)
كاثلين أوبراين (بالإنجليزية: Margaret Kathleen O'Brien)‏ هي مخرجة نيوزيلندية، ولدت في 1906، وتوفيت في 1978 في ويلينغتون في نيوزيلندا.